# George S. Greene
George Sears Greene (6. maj 1801 – 28. januar 1899) var en amerikansk civilingeniør og general i Unionens hær i den amerikanske borgerkrig. Han tilhørte Greene familien fra Rhode Island, som havde store militære traditioner. Hans største bidrag under krigen var hans forsvar af Unionens højre flanke på Culp's Hill under Slaget ved Gettysburg. I sit civile liv var han grundlægger af den amerikanske forening for civilingeniører og havde ansvaret for bygningen af en lang række jernbaner og akvædukter i de Nordøstlige stater i USA.

## Tidlige år
Greene blev født i Apponaug, Rhode Island, et af Caleb og Sarah Robinson Wicks Greenes ni børn. Hans familie havde rødder tilbage til grundlæggelsen af Rhode Island og til den amerikanske uafhængighedskrig, heriblandt general Nathanael Greene, Georges grandfætter. Caleb var en skibsreder og købmand med forstand på penge, men embargoloven fra 1807, som forbød amerikanske skibe at sejle varer til andre lande, og den Britisk-amerikanske krig (1812) bragte hans familie i økonomiske vanskeligheder. Den unge George gik på Wrentham Academy og derefter på latinskole i Providence og håbede at komme på Brown University der, men hans forarmede far kunne ikke få råd til det, så han rejste til New York og fik arbejde i en manufakturforretning på Pearl Street.
I forretningen mødte Greene major Sylvanus Thayer, lederen af militærakademiet West Point, som anbefalede ham til krigsministeren for udpegelse til akademiet. Greene blev optaget på West Point som 18-årig og fik eksamen som nr. 2 af 35 kadetter i 1823 (
(Blandt hans klassekammerater var der den fremtidige generaladjudant Lorenzo Thomas, Joseph K. Mansfield, David Hunter, Dennis Hart Mahan og Albert Sidney Johnston.) De dygtigste kandidater fra akademiet valgte i reglen ingeniørtropperne som deres våbengren, men Greene besluttede sig for artilleriet, og blev udnævnt til sekondløjtnant i 3. US artilleri regiment. På grund af hans fremragende akademiske emner blev han på West Point indtil 1827 som lektor i ingeniørkunst. En af de studenter, som han underviste i denne periode var Robert E. Lee.
I sommeren 1828 giftede Greene sig med Mary Elizabeth Vinton, der var søster til hans bedste ven på West Point, David Vinton. Elizabeth fødte tre børn i løbet af de næste fire år: Mary Vinton, George Sears og Francis Vinton Greene. Mens han var udstationeret på Fort Sullivan i Maine i 1833, blev Greenes familie ramt af en katastrofe: Elizabeth og alle deres tre børn døde i løbet af syv måneder, formentlig af tuberkulose. For at lette sorgen og slippe væk fra ensomheden og isolationen ved tjenesten i hæren i fredstid gav han sig til at studere jura og medicin, og kom tæt på at kunne få eksamen i begge fag inden han tog sin afsked fra hæren i 1836 for at blive civilingeniør.
Greene byggede jernbaner i seks stater og konstruerede kloak og vandsystemer i Washington, D.C., Detroit og flere andre byer. I New York designede han Croton reservoiret i Central Park og den forstørrede High Bridge over Harlem floden. Han var en af de tolv grundlæggere i New York af American Society of Civil Engineers. Mens han var på rejse i Maine for at projektere en jernbane mødte han Martha Barrett Dana, datter af Samuel Dana, en fremtrædende politiker fra Massachusetts. De blev gift i Charlestown, Massachusetts den 21. februar 1837. De fik seks børn, heriblandt fire sønner, som meldte sig til Unionshæren under borgerkrigen, en datter og en søn, som døde som spæd.

## Borgerkrigen
Selv om han var over 60 år gammel og havde været ude af hæren i 25 år fik Unionens krise Greene til at søge tilbage til tjenesten. Han var grundlæggende upolitisk og var ikke en abolitionist, men han var fast i troen på at Unionen skulle genskabes. Han blev udpeget til oberst for 60. New York Infanteri regiment den 18. januar 1862. Regimentet fra det nordvestlige New York havde været utilfreds med deres oberst og kompagnicheferne havde ansøgt om at få ham fjernet. Guvernør Edwin D. Morgan, som i starten havde tøvet med at udpege Greene på grund af hans alder, så hans 13 års erfaring i den regulære hær som en løsning på hans politisk/militære problem. På dette tidspunkt var guvernøren fra Massachusetts John A. Andrew også parat til at tilbyde Greene kommandoen over et regiment, men Greene valgte at tjene New York. Officererne i det 60. regiment var skuffede da den aldrende, gråhårede mand meldte sig til tjeneste. De havde anmodet om at deres oberstløjtnant blev forfremmet, hvilket også ville have betydet forfremmelser til mange af dem.
Den 28. april 1862 blev Greene udnævnt til brigadegeneral i den frivillige hær og gjorde tjeneste i staben for generalmajor Nathaniel P. Banks under Jacksons Shenandoah kampagne. Med sine 61 år var Greene en af de ældste generaler i Unionens hær og hans tropper kaldte ham "Old Man" eller "Pap" Greene. (Der var faktisk 17 generaler, der var ældre end Greene i borgerkrigen.) Hans alder afholdt ham ikke fra at være en af de mest aggressive ledere i hæren. Han havde kommandoen over 3. brigade i 2. division af 2. Korps i Army of Virginia i Slaget ved Cedar Mountain under Nordlige Virginia kampagnen.
Han blev angrebet af en konfødereret styrke, som var tre gange så stor som hans egen; men han og hans mænd holdt stand indtil de tilstødende unionsenheder blev tvunget til at trække sig tilbage. Hans divisionschef, brigadegeneral John W. Geary, blev alvorligt såret under kampen og Greene overtog midlertidigt kommandoen over divisionen.
Greene blev igen midlertidigt forfremmet til at lede sin division, der nu var en del af 12. Korps i Army of the Potomac, under Slaget ved Antietam. Hans divisions tre brigader blev anført af yngre officerer, som havde overlevet slaget ved Cedar Mountain. Selv om 12. Korps chef, brigadegeneral Joseph K. Mansfield blev dræbt kort tid efter at kampen var begyndt anførte Greene et ødelæggende angreb mod de konfødererede i nærheden af Dunker Church, og opnåede den dybeste gennemtrængning af generalmajor Stonewall Jacksons linjer opnået af nogen af Unionens enheder. Under voldsomt pres holdt Greene sin lille division (blot 1.727 mand ved dagens start) foran resten af hæren i fire timer, men trak sig til sidst tilbage efter at have lidt store tab. Mens hans division var sendt til Harpers Ferry, tog Greene tre ugers sygeorlov. Generalmajor Oliver O. Howard apekulerede på om at Greene, som så mange af sine kolleger, var syg af stanken af de døde og sårede ved Antietam. Da han kom tilbage var der udnævnt en ny chef for divisionen, brigadegeneral Geary. Greene var utilfreds med at Geary, som blot havde nogle få dages længere anciennitet end han, blev valgt til posten. Geary havde været såret ved Cedar Mountain og hans præstationer i kamp var ikke særlig gode, men det var hans politiske forbindelser, og der var en holdning om at en såret officer ikke skulle sættes tilbage i karrieren uden grund, og derfor fik han posten.
Greene overtog igen ledelsen af 3. brigade, som var involveret i mindre træfninger i det nordlige Virginia og ikke deltog i slaget ved Fredericksburg i december. I slaget ved Chancellorsville i maj 1863, var hans brigade i centrum af linjen. Da Unionens højre fløj —11. Korps kollapsede, blev Greenes brigade ramt af artilleribeskydning fra siden og derpå af infanteriangreb. Han havde beordret sine mænd til at forskanse deres stillinger 200 meter foran fronten med abatis og skyttegrave og de holdt ud mod adskillige konfødererede angreb, men mistede 528 ud af 2.032 der startede i kampen. Under slaget overtog Greene igen ledelsen af divisionen, da Geary igen blev såret.

### Gettysburg
Slaget ved Gettysburg blev højdepunktet i Greenes militære karriere. Den 2. juli 1863 flyttede generalmajor George G. Meade næsten hele 12. Korps væk fra Unionens højre fløj for at styrke venstre flanke, der var under kraftigt angreb. Greenes enlige brigade med 1.350 newyorkere (fem regimenter) blev efterladt for at forsvare 800 meter front på Culp's Hill og de blev angrebet af en hel konfødereret division. Heldigvis havde Greene tidligere udvist rettidig omhu og insisteret på at hans tropper skulle bygge stærke feltbefæstninger, selv om hans divisionschef, Geary, og korpschef, generalmajor Henry W. Slocum ikke viste interesse for sagen. Under Greenes bedste indsats i krigen viste hans forberedelser sig at være afgørende, og hans brigade afviste flere angreb over flere timer. Han var aktiv under hele kampen og opildnede sine folk til at forsvare deres stillinger i mørket. Brigadegeneral Alpheus Williams, der var fungerende korpschef den 2. juli roste Greene for hans "håndelag og vurderinger" i dette forsvar, især hans brug af de naturlige fordele som stillingen gav. Sent på natten vendte resten af 12. Korps tilbage til Culp's Hill. Kampene blev genoptaget den næste morgen og rasede i over syv timer, men Unionstropperne holdt fast på Culp's Hill. De genvandt noget af det mistede terræn og kvalte fornyede konfødererede angreb. I slaget om Culp's Hill deltog de to ældste generaler på hver side i krigen: Greene var 62 og brigadegeneral William "Extra Billy" Smith var 65.
De voldsomme kampe på Unionens højre flanke var lige så vigtige som det mere berømte forsvar af Unionens venstre flanke den 2. juli af oberst Strong Vincents brigade på Little Round Top. I betragtning af at unionens linje kun lå 350 meter fra den vigtigste forsyningslinje – landevejen Baltimore Pike – kan man hævde, at den var mere vigtig. Greenes bidrag til dette kritiske slag blev aldrig udbasuneret, primært på grund af en strid mellem Meade og Slocum over indlevering af deres officielle rapporter. Men et medlem af Greenes brigade skrev: 
| Citat | Var brystværnene ikke blevet bygget, og havde der kun været den tynde linje i form af vores ubeskyttede brigade, ville denne linje være blevet fejet væk som blade i vinden af den fremstormende masse af tropper, og Baltimore Pike ville være blevet nået af fjenden. | Citat |
|       | |       |

### Vestlige operationsområde
I efteråret 1863 blev 12. Korps overført til det vestlige operationsområde for at forstærke Unionsstyrkerne, som blev belejret i Chattanooga. I slaget ved Wauhatchie blev Greene såret i ansigtet under et natligt overraskelsesangreb fra den konfødererede hær. Han fik kæben knust og mistede nogle tænder. Efterfølgende kirurgiske indgreb kunne ikke rette op på det, og han led af effekten af sit sår i resten af livet. Efter seks ugers sygeorlov blev han overført til let tjeneste ved krigsretten indtil januar 1865, hvor han sluttede sig til generalmajor William T. Shermans arme i North Carolina. I starten gjorde han tjeneste i staben for generalmajor Jacob D. Cox og han deltog i Kinston, hvor han fik sin hest skudt væk under sig. Ved krigens afslutning havde Greene kommandoen over 3. brigade i Absalom Bairds 3. Division i 14. Korps og han deltog i erobringen af Raleigh og forfølgelsen af general Joseph E. Johnstons arme indtil den overgav sig.

## Karriere efter krigen
Efter krigen gjorde Greene tjeneste ved krigsretten i halvandet år og vendte derefter tilbage til det civile liv som civilingeniør i New York og Washington, D.C. Fra 1867 til 1871 var han leder af Croton Aqueduct Department i New York. I en alder af 86 inspicerede han hele de 50 km af Croton Aqueduct til fods. Han var præsident for American Society of Civil Engineers fra 1875 til 1877 og præsident for New York Genealogical and Biographical Society. Han blev udpeget til West Points bestyrelse i 1881.
Fra 1892 var Greene den ældste overlevende Unionsgeneral, og den ældste overlevende kandidat fra West Point. Han ansøgte kongressen om at få en kaptajns pension, som ville være til hjælp for hans familie efter hans død. Det højeste kongressen ville gå med til blev arrangeret af kongresmedlem og Gettysburg veteran Daniel E. Sickles fra New York, nemlig en pension som premierløjtnant, der var den højeste rang, som Greene havde opnået i den regulære hær. Den 18. august 1894 aflagde Greene ed som premierløjtnant i artilleriet, og blev som 93 årig den ældste løjtnant i den amerikanske hær i 48 timer. Veteraner i MOLLUS hævdede at han var den ældste løjtnant i verdenshistorien.

## Arven
Greene døde i en alder af 98 i Morristown, New Jersey, og blev begravet på Greene familiens gravplads i Warwick, Rhode Island, med et to tons tungt klippestykke fra Culp's Hill placeret ovenpå graven. Han huskes med en statue, som blev rejst i 1906 af staten New York på Culp's Hill i Gettysburg National Military Park.
Greenes kone Martha døde i 1883 i en alder af 74. Deres ældste søn, løjtnant Samuel Dana Greene, var næstkommanderende på panserskibet USS Monitor under det berømte slaget ved Hampton Roads. En anden af deres sønner, Francis V. Greene, ledede en brigade i Slaget ved Manila under den Spansk-amerikanske krig. En tredje, Charles Thurston Greene, var løjtnant i sin fars stab på Culp's Hill. Senere i 1863 blev Charles såret af en artillerigranat og fik sit ben amputeret, men han forblev i aktiv tjeneste indtil 1870. George Sears Greene, Jr., meldte sig som frivillig til Unionshæren, men fik ikke lov til at indtræde i hæren af sin far, så han kunne overleve og bære familienavnet videre.
En beskrivelse af George Sears Greene fra løjtnant George K. Collins fra 149. New York Infanteri opsummerer generalen:
| Citat                      | Han var en kandidat fra West Point, omkring 60 år gammel, kraftig af bygning, 178 cm høj, mørk i hudet, jerngråt hår, gråt fuldskæg med mustache, virkede brysk og alvorlig, men var en fremragende officer og under en rå overflade havde han et venligt hjerte. Folkene endte med at elske og respektere ham i ligeså høj grad som de i begyndelsen frygtede ham, og det sagde meget om den sag. Han vidste hvordan man skule eksercere, hvordan man skulle give ordrer og i farens stund hvordan han skulle tage var på sin styrke, og mændene respekterede ham for det. | Citat |
| Løjtnant George K. Collins | |       |